# Андромеда XI
Андроме́да XI (And XI) — карликовая сфероидальная галактика, которая находится в созвездии Андромеды на расстоянии 2,9 млн световых лет от Солнца.

## Расположение
Эта галактика входит в Местную группу галактик и вращается вокруг Галактики Андромеды.